# Manfred Stelzer (Regisseur)
Manfred Stelzer (* 22. September 1944 in Göggingen; † 12. Mai 2020 in Berlin) war ein deutscher Regisseur und Drehbuchautor.

## Leben und Werk
Manfred Stelzer wurde bei Augsburg geboren und zog mit seinen Eltern nach Berchtesgaden, die dort ein Altenheim führten. Von 1963 bis 1966 wurde er bei den Farbwerken Hoechst in Bobingen bei Augsburg zum Physiklaboranten ausgebildet. Seine Eltern übernahmen ein Seniorenheim in Basel, er wohnte zeitweilig bei seinen Tanten und zog als Wehrdienstverweigerer 1967 nach West-Berlin.
Ab 1971 studierte er an der Deutschen Film- und Fernsehakademie Berlin (dffb), wo er mehrere Dokumentarfilme in kollektiver Zusammenarbeit mit einigen Mitstudierenden drehte. Sein erster Studienfilm war Allein machen sie dich ein (1973) über die Besetzung des ersten Jugendzentrums in Berlin-Kreuzberg, den er gemeinsam mit Suzanne Beyeler und Rainer März drehte. Seine zweite Arbeit im Filmkollektiv war Kalldorf gegen Mannesmann (1974), ein Dokumentarfilm über einen Arbeitskampf. Dieser wurde auf der Internationalen Filmwoche Mannheim mit dem „Sonderpreis für den besten Fernsehfilm“ prämiert. Wegen einiger Filmprojekte außerhalb der dffb, so z. B. Eintracht Borbeck, unterbrach er sein Studium, und 1980 ging er mit Rainer März für ein Jahr nach London, um bei der britischen Filmcrew „Cinema action“ zu arbeiten.
Für seinen Film Monarch, den er gemeinsam mit seinem Studienfreund Johannes Flütsch produzierte, erhielt er 1980 den Deutschen Filmpreis. Sein mit Verspätung gedrehter dffb-Abschlussfilm, Perle der Karibik (1983) behandelt die gekaufte Heirat mit einer karibischen Frau.
Nach Abschluss der dffb verlässt er das Genre Dokumentarfilm und arbeitet seitdem als freier Drehbuchautor und Spielfilmregisseur für das deutsche Fernsehen, wobei er in der Machart an seinen ersten Spielfilm Schwarzfahrer anknüpft.
In den 1980er Jahren entstehen Heimatfilm-Komödien mit Schauspielern wie Irm Hermann, Elke Sommer, Monika Baumgartner, Hanns Zischler, Hans Brenner, Jörg Hube, Sigi Zimmerschied und 1990 ein weiterer Kultfilm Superstau, gedreht auf einem damals noch stillgelegten Autobahnabschnitt bei Berlin.
In den 1990er Jahren entwickelte er die Reihe Polizeiruf 110, dem vormaligen DDR-Pendant zum westdeutschen Tatort, mit zwei von Kurt Böwe und Uwe Steimle verkörperten gegensätzlichen Figuren markant und skurril weiter, bewusst ohne den klassischen Mord zu Beginn eines Krimis, sondern mit Liebe und Achtung für die meist ländliche Bevölkerung im Umbruch der Systeme. Kult-Status erreichte auch seine Fernsehserie Balko mit Armin Rohde und Ludger Pistor Mitte der 1990er Jahre, mit fast anarchistischer Zuspitzung der Plots. Es folgten diverse Spielfilme sowie Fernsehserien wie Wolffs Revier. Zu seinem 50. Geburtstag 1994 richtete ihm das Berliner Autorenkino Arsenal eine Filmreihe aus, begleitet Film-Hefte, Nr. 83 (September 1994) der Deutschen Kinemathek.
Zu vielen seiner Filme schrieb der Ton-Steine-Scherben-Frontmann Rio Reiser die Filmmusik, und mit dessen Bruder Gert Möbius verband ihn eine enge Freundschaft, sie schrieben gemeinsam mehrere Drehbücher seiner Filme.
Mit den von ihm mitentwickelten Charakteren Thiel und Boerne im Tatort-Münster, verkörpert von Axel Prahl und Jan Josef Liefers, erreichte er Einschaltquoten von über 10 Millionen Zuschauern.
Weitere Reihen waren Pommery & Putenbrust, 2002 mit vielen bekannten Schauspielern wie Katharina Thalbach, Christine Schorn, Mareike Carrière, Armin Rohde, Pierre Besson, Karl Kranzkowski, sowie die Schnitzel für alle-Reihe von 2008.
Eine intensive Zusammenarbeit hatte er mit Götz George seit 2004, insbesondere in dem Film Meine fremde Tochter, 2007, mit dem damals noch unbekannten Alexander Scheer in der zweiten Hauptrolle.
Manfred Stelzer war als Regie-Dozent an der Deutschen Film- und Fernsehakademie tätig. Er war seit 1984 liiert mit der Berliner Ausstellungsmanagerin Beatrice E. Stammer, die er 1996 in Las Vegas heiratete. 2015 erkrankte er an Krebs. Trotz dieser Erkrankung arbeitet er weiter an Drehbüchern, entwickelte den Stoff für eine Film-Biografie über Rio Reiser und schrieb Szenarios für Kurzfilme, die er mit kleinem Team und den Schauspielern Tilo Prückner und Karl Kranzkowski als Fünfer-Reihe Die Bank (2019) verfilmte. Diese Kurzfilme, die das FBW-Prädikat „Besonders Wertvoll“ erhielten, wurden noch nicht öffentlich gezeigt.
2020 wurde der Manfred-Stelzer-Preis ins Leben gerufen. Er wird jährlich für die beste deutsche Komödie vergeben, ausgeschrieben und finanziert von der Produktionsfirma Network Movie in Köln und dem Film Festival Cologne.

## Filmografie (Auswahl)

### Filme
- 1974: Allein machen sie dich ein (Dokumentarfilm, Co-Regie/Co-Autor/Co-Kamera, dffb, Forum Berlin)
- 1974: Kalldorf gegen Mannesmann (Dokumentarfilm, Co-Regie/Co-Autor/Co-Kamera, dffb, Mannheimer Filmtage)
- 1975: Wir haben nie gespürt, was Freiheit ist (Dokumentarfilm, Co-Regie/Co-Autor/Co-Kamera, dffb/ZDF-Kleines Fernsehspiel)
- 1976: Eintracht Borbeck (Dokumentarfilm, Regie/Co-Autor, dffb/ARD-Sportspiegel)
- 1977: Weiter Weg (Dokumentarfilm, Co-Regie/Co-Autor/Co-Kamera, dffb/ZDF-Kleines Fernsehspiel, Solothurner Filmtage)
- 1979: Monarch (Dokumentarfilm, Co-Regie/Co-Autor, WDR, Filmverlag der Autoren)
- 1981: Die Perle der Karibik (Spielfilm, Regie/Co-Autor, dffb/WDR)
- 1983: Schwarzfahrer (Spielfilm, Regie/Co-Autor, WDR)
- 1984: Thron und Taxi, (Dokumentarfilm, Regie/Co-Autor, ZDF)
- 1985: Geschichten aus zwölf und einem Jahr (Dokumentarspielfilm, Regie/Co-Autor, WDR, Arsenal-Filmverleih)
- 1986–1987: Die Chinesen kommen (Spielfilm, Regie/Co-Autor, SDR, Delta-Filmverleih)
- 1988: Himmelsheim (Spielfilm, Regie/Co-Autor, SDR, Delta-Filmverleih)
- 1991: Superstau (Spielfilm, Regie/Co-Autor, Delta-Filmverleih)
- 1991: Die lila Weihnachtsgeschichte (Fernsehspiel, Regie, SDR)
- 1993: Grüß Gott, Genosse (Fernsehspiel, Regie, NDR)
- 2000: Gnadenlose Bräute (Fernsehspiel, Regie/Co-Autor, NDR)
- 2000: Trennungsfieber (Fernsehspiel, Regie, ZDF)
- 2001: Vor meiner Zeit (Fernsehspiel, Regie, NDR)
- 2001: Ein Engel und Paul (Fernsehspiel, Regie, ARD)
- 2002: Bis dass dein Tod uns scheidet (Fernsehspiel, Regie, ZDF)
- 2002: Freiheit for my brother (Fernsehfilm, Regie/Co-Autor, NDR)
- 2003: Stahlnetz: Ausgelöscht (Regie, NDR)
- 2004: Wilsberg: Tod einer Hostess (Fernsehspiel, Regie, ZDF)
- 2005: Schimanski: Sünde (Regie, WDR)
- 2005: Tote leben länger (Fernsehspiel, Regie, NDR)
- 2005: Irren ist sexy (Fernsehspiel, Regie, ZDF)
- 2006: Brennendes Herz (Fernsehspiel, Regie, NDR)
- 2007: Die Sterneköchin (Fernsehspiel, Regie, HR.)
- 2008: Schokolade für den Chef (Fernsehspiel, Regie, ARD/Degeto)
- 2008: Meine fremde Tochter (Fernsehspiel, Drehbuch/Regie, WDR)
- 2008: Heckenschütze (Fernsehspiel, Regie, ZDF)
- 2009: Ein Schnitzel für drei (Fernsehspiel, Co-Autor/Regie, WDR)
- 2010: Die Auflehnung (Romanverfilmung, Regie, NDR)
- 2010: Frösche petzen nicht (Fernsehspiel, Co-Autor/Regie, NDR)
- 2012: Der Heiratsschwindler und seine Frau (Fernsehspiel, Regie/Co-Autor, ZDF)
- 2013: Schneewittchen muss sterben (Fernsehspiel, Regie, ZDF)
- 2013: Ein Schnitzel für alle (Fernsehspiel, Regie, WDR)
- 2014: Wir tun es für Geld (Fernsehspiel, Regie, ZDF, Network-Movie)
- 2015: Lotta (Fernsehspiel, Co-Autor/Regie, Abbruch wegen Krebserkrankung)
- 2019: Die Bank (Kurzfilmreihe, Co-Regie/Autor)

### Serien und Reihen
Tatort
2003: Bermuda (Regie, WDR)
2004: Hundeleben (Regie, WDR) (Köln-Tatort, Regie, WDR)
2005: Der doppelte Lott (Münster-Tatort, Regie, WDR)
2007: Ruhe sanft! (Münster-Tatort, Regie, WDR)
2008: Krumme Hunde (Münster-Tatort, Regie, WDR)
2010: Spargelzeit (Münster-Tatort, Regie, WDR)
2012: Hinkebein (Münster-Tatort, Regie, WDR)
Polizeiruf 110
1994: Bullerjahn (Regie/Co-Autor, NDR)
1994: Kiwi und Ratte (Regie, NDR)
1995: Über Bande (Regie/Co-Autor, NDR)
1995: Taxi zur Bank (Regie/Co-Autor, NDR)
1996: Gefährliche Küsse (Regie, NDR)
1997: Der Fremde (Regie, NDR)
1997: Über den Tod hinaus (Regie/Co-Autor,  NDR)
1998: Live in den Tod (Regie/Co-Autor, NDR)
1998: Katz und Kater (Regie/Co-Autor, NDR)
2002:  Silikon Walli (Regie, BR)
Pommery (Fernsehspielreihe, Regie/Co-Autor, ZDF)
2002: Pommery und Putenbrust
2005: Pommery und Hochzeitstorte
2006: Pommery und Leichenschmaus
Wolffs Revier (Fernsehserie, 8 Episoden, Regie, Sat 1)
1997: Rotlicht für Sawatzki
1997: Urlaub in den Tod
1997: Brubeck
1997: Ein todsicherer Plan
1998: Marathon
1998: Mitten ins Herz
1998: Die Tote an der S-Bahn
1998: Freiwild
Balko (Fernsehserie, 22 Episoden, Regie/Co-Autor, RTL)
1995: Ein Cop aus Moskau
1995: Keine müde Mark
1995: Killerehre
1995: Steakhouse-Tango
1995: Die Angst des Torwarts
1995: Die Unschuld vom Lande
1996: Robin Hood von Wambel
1997: Deine Augen im Gefrierfach
1997: Zoom
1997: Ein Mann für gewisse Stunden
1997: Der falsche Hase
1998: Jagd auf die Jäger
1998: Taxidriver
1998: Augen in der Nacht
1998: Zugzwang
2000: Nur einer kommt durch
2000: Werben und sterben
2000: Das Blutbad
2000: Die Mördertauben von Eving
2000: Bis zum letzten Mann
2001: Der Campingplatzmörder
2001: Für ein paar Dollar mehr
Der König von Bärenbach (Fernsehserie, 4 Episoden, Regie/Co-Autor, ARD)
1994: Der Verdacht
1994: Der Wahlkampf
1995: Bennos Patzer
1995: Frühlingsgefühle

## Auszeichnungen
- 2020	Ehrenmitgliedschaft der „Valentin-Karlstadt-Gesellschaft“, München.
- 2019	FBW-Prädikat: Besonders Wertvoll für Die Bank.
- 2014	Der Deutsche Comedy Preis, Kategorie beste TV-Komödie für Ein Schnitzel für alle.
- 2011	Remi Award des 44. WorldFest Houston (USA) für Die Auflehnung[16].
- 2006: Schleswig-Holstein Filmpreis Bester Spiel-/TV-Film für Brennendes Herz
- 1988	FBW-Prädikat: Wertvoll für Himmelsheim.
- 1983: Max Ophüls Preis Nominierung für Schwarzfahrer
- 1980: Bundesfilmpreis für den Film Monarch (gemeinsam mit Johannes Flütsch).
- 1980	FBW-Prädikat: Besonders Wertvoll für Monarch.
- 1974	Mannheimer Filmtage, Bester Fernsehfilm für Kalldorf gegen Mannesmann (gemeinsam mit Suzanne Beyeler und Rainer März).